# Pogonia (roślina)
Pogonia  – rodzaj roślin jednoliściennych z rodziny storczykowatych (Orchidaceae). Obejmuje 6 gatunków storczyków występujących we wschodniej części Azji (P. japonica, P. yunnanensis, P. minor), w Ameryce Północnej (P. ophioglossoides) i na Molukach (P. trinervia).

## Morfologia

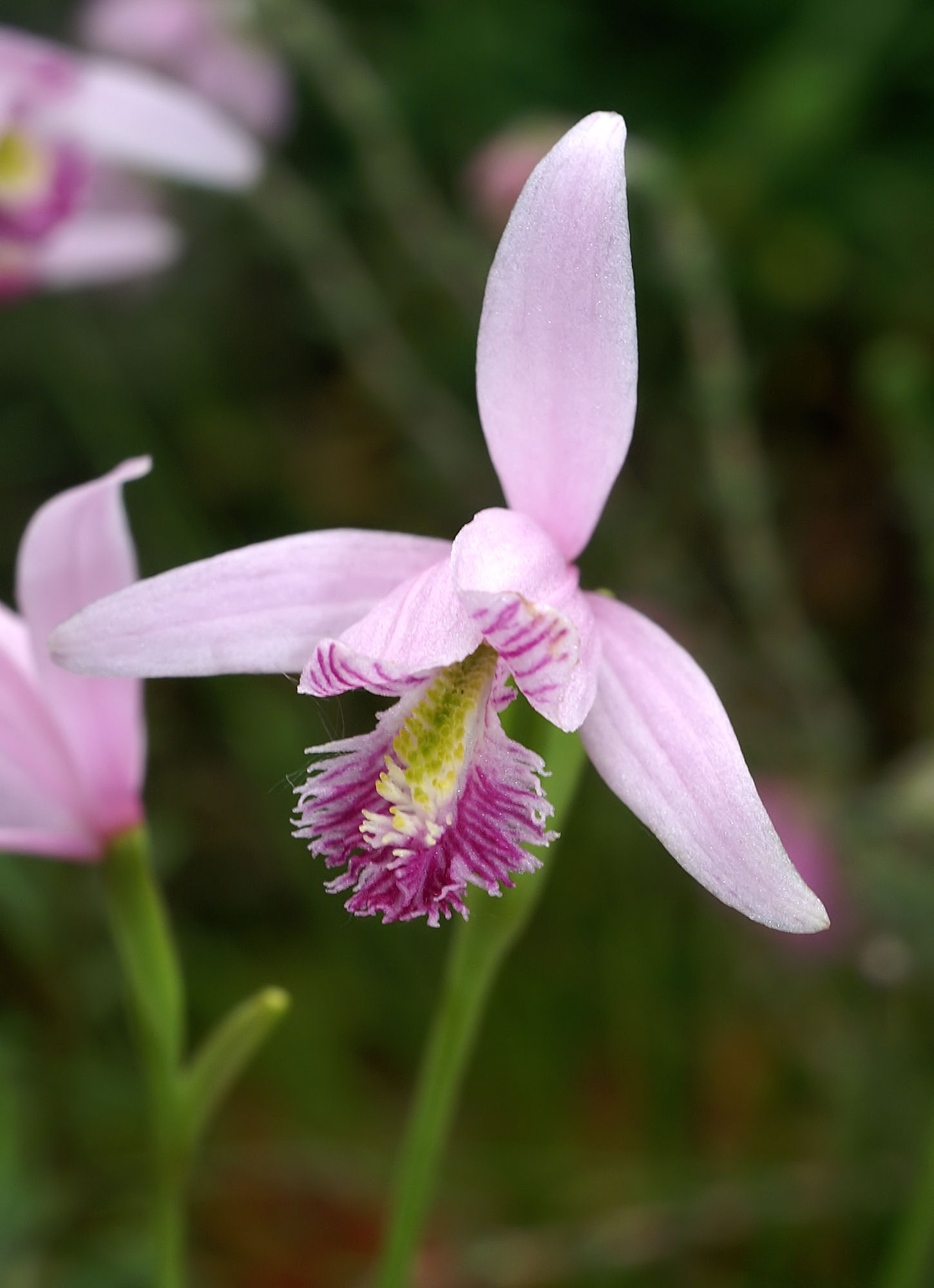
Kwiat P. ophioglossoides

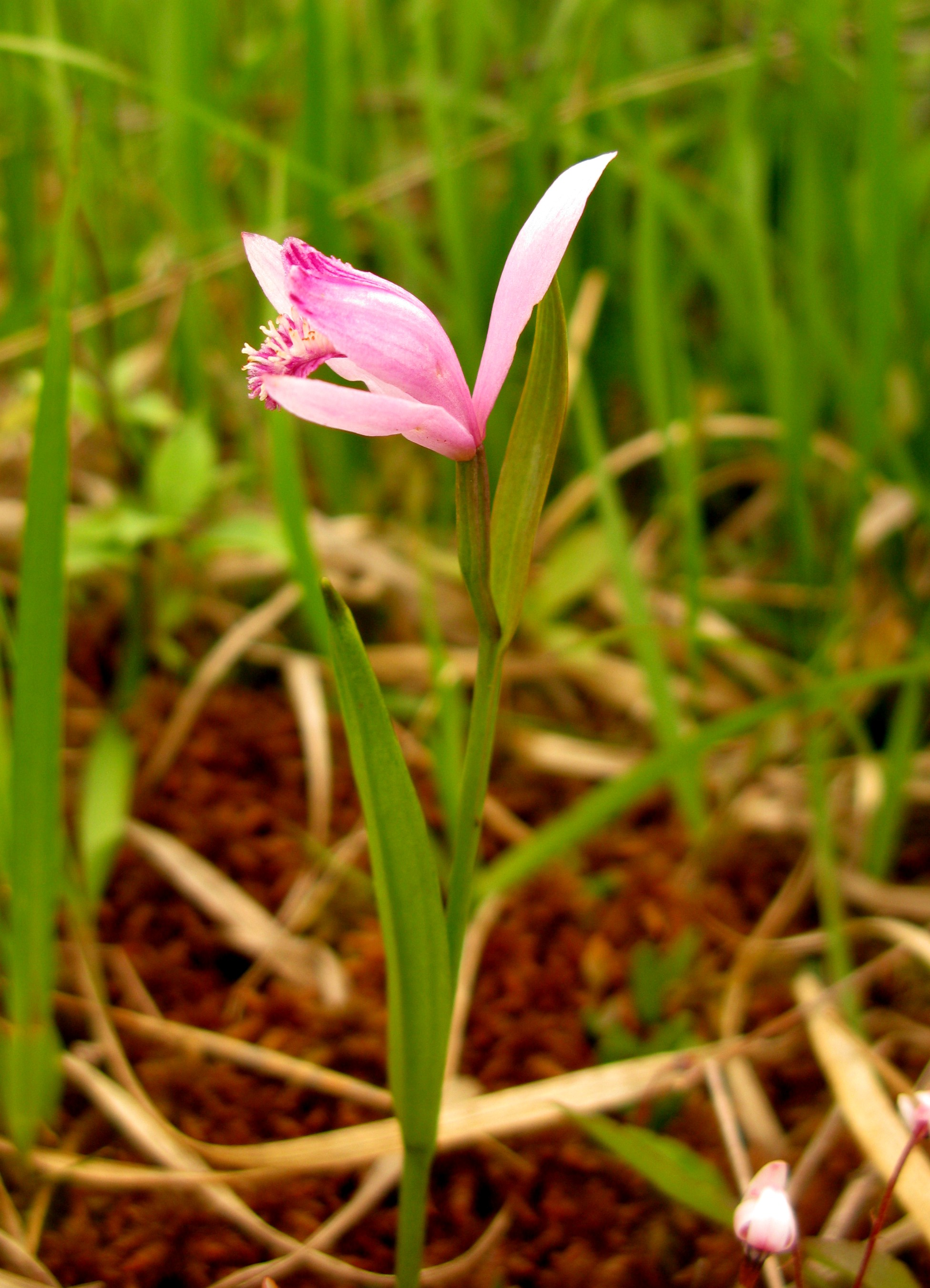
P. japonica

PokrójLądowe rośliny zielne, drobne, zwykle od kilku do 20 cm wysokości, tylko P. ophioglossoides osiąga 70 cm.
Organy podziemneKłącze wzniesione, cylindryczne i smukłe, korzenie wiązkowe, włókniste i nieco mięsiste.
ŁodygaWyprostowana i smukła.
LiśćTylko jeden o blaszce eliptycznej do podłużnie-lancetowatej, wzniesiony, czasem mięsisty, pochwowaty u nasady.
KwiatyKwiatostan szczytowy, zwykle z pojedynczym kwiatem, rzadko z dwoma lub trzema. Przysadki trwałe, błoniaste. Kwiaty są odwrócone, okazałe. Listki zewnętrznego okółka wolne, podobne do siebie, rozpostarte. Płatki okółka wewnętrznego wolne, zazwyczaj podwinięte, nieco szersze i krótsze od listków okółka zewnętrznego. Warżka podłużne-jajowata, niepodzielona lub płytko wcinana i trójłatkowa, na brzegu frędzlowata. Prętosłup smukły, rozszerzony na wierzchołku; pylnik szczytowy, zwieszony z 2 pyłkowinami granulowano-mączystymi. Powierzchnia znamienia duża, spłaszczona.
OwocWyprostowana torebka.

## Systematyka
Pozycja systematyczna według Angiosperm Phylogeny Website (aktualizowany system APG III z 2009)
Jeden z 6 rodzajów plemienia Pogonieae w podrodzinie waniliowych (Vanilloideae) Szlachetko, stanowiącej jeden ze starszych kladów w obrębie rodziny storczykowatych (Orchidaceae).
Wykaz gatunków
- Pogonia japonica Rchb.f.
- Pogonia minor (Makino) Makino
- Pogonia ophioglossoides (L.) Ker Gawl.
- Pogonia subalpina T.Yukawa & Y.Yamashita
- Pogonia trinervia (Roxb.) Voigt
- Pogonia yunnanensis Finet